# István Szabó
István Szabó, född 18 februari 1938 i Budapest, är en ungersk filmregissör.

## Biografi
István Szabó deltog som ung i revolten 1956 och (som det senare visade sig) tvingades samarbeta med den kommunistiska regimen. Han regisserade under 1960- och 1970-talet filmer i sitt hemland.
Under 1980-talet gjorde István Szabó en trilogi med tyskspråkiga skådespelare i vilka Klaus Maria Brandauer spelade samtliga huvudroller. I denna trilogi ingår Mephisto (1981, Oscarsbelönad), Överste Redl (1985) och Hanussen (1988). Mephisto, vilken fick Oscar för bästa film, bygger på Klaus Manns roman med samma namn. Den är en skildring av en anpasslig skådespelare vid namn Heinrich Höpfken (egentligen ett porträtt av Manns egen svåger Gustaf Gründgens) under nazistregimen. Överste Redl skildrar Alfred Redl, som var chef för Österrike-Ungerns underrättelsetjänst men 1913 begick självmord efter att ha avslöjats som rysk spion. Hanussen, slutligen, skildrar en man som verkade som siare i 1920-talets Tyskland men mördades av nazisterna. Genomgående tema i dessa filmer är den enskildes, inte minst då konstnärens, hållning under auktoritära regimer. 
I senare engelskspråkiga filmer har Szabó fortsatt på samma tema, till exempel i Sunshine (1999), som även är en skildring av det modernare Ungerns historia, samt Taking Sides (2001) som är ett porträtt av dirigenten Wilhelm Furtwängler (spelad av Stellan Skarsgård) och dennes relation till nazismen. Han har dock även gjort romantiska dramer som Möte med Venus (1991), om en operastjärna och hennes problem.
År 2006 avslöjades István Szabós samarbete med kommunistregimen. Han försvarade sig med att han gjort detta för att rädda sina vänners liv och den ungerska allmänheten syntes vara tämligen förlåtande mot honom.

## Filmografi (i urval)
- 1981 – Mephisto
- 1985 – Överste Redl
- 1988 – Hanussen
- 1991 – Möte med Venus
- 1999 – Sunshine
- 2001 – Taking Sides
- 2004 – Being Julia
- 2012 – The Door
- 2020 – Zárójelentés

## Utmärkelser
- Balázs Béla-priset,  1967
- Kossuthpriset,  1975
- Silverbjörnen för bästa regi, för Fullständigt förtroende,  1980
- Bästa manus vid filmfestivalen i Cannes, för Mephisto,  1981
- Ungersk förtjänstfull konstnär,  1982
- David di Donatello-prisen for beste utenlandske film, för Mephisto,  1982
- Prix du Jury, för Överste Redl,  1985
- Förtjänstfull ungersk konstnär,  1985
- BAFTA Award för Bästa film, för Överste Redl,  1986
- Europeiska filmpriset för bästa manusförfattare, för Kära Emma,  1992[6]
- Juryns stora pris, för Kära Emma,  1992
- Goethemedaljen,  1994[7]
- Hedersmedborgare i Budapest,  1996
- Kölcseys minnesplakett,  1998
- Europeiska filmpriset för bästa manusförfattare, för Sunshine - Ein Hauch von Sonnenschein, med  Israel Horovitz,  1999[8]
- Hazám-priset,  2001
- Kommendör med stjärna av Ungerska förtjänstorden,  2002
- Pusjkinmedaljen,  2005
- Ungerns filmmästare,  2007
- Nationens konstnär,  2014
- Aleksandar Lifka-priset

[Redigera Wikidata]